# Ctenisodes ocularis
Ctenisodes ocularis är en skalbaggsart som först beskrevs av Thomas Casey 1894.  Ctenisodes ocularis ingår i släktet Ctenisodes och familjen kortvingar. Inga underarter finns listade i Catalogue of Life.